# Ligue baltique féminine de basket-ball

Logo de la Ligue baltique féminine de basket-ball

La Ligue baltique féminine de basket-ball (officiellement appelée Baltic Women Basketball League) est un championnat de basket-ball au statut particulier, regroupant les meilleures équipes nord-européennes. Elle a été fondée en 1994 et a été créée sur le même principe que son homologue masculin, mais accueille une plus grande diversité d’équipes, rappelant ainsi plus le fonctionnement de la Ligue Nord-européenne.
La ligue vient en complément des championnats nationaux, néanmoins la ligue fait partie de l’Union des ligues européennes de basket-ball au même titre que n’importe quelle ligue européenne. Cela n’empêche nullement les clubs membres de la Ligue de participer aux diverses compétitions européennes pour lesquelles elles sont qualifiées ainsi qu’à leurs championnats nationaux respectifs.

## Histoire
La ligue a été fondée le 19 mai 1994 par Vidas Virbicka. La première saison, 8 équipes de 5 pays différents se sont affrontées. Jusqu’en 2000, 8 à 9 équipes s’affrontaient chaque saison, venant de 5 à 6 pays. Il y a eu alors un élargissement progressif à 13, 10 puis 17 équipes avant d’arriver à 18 pour l’édition 2005-2006 (avec 6 pays représentés). En 2007-2008, l'expansion continue également en termes de pays, avec l'arrivée d'un club kazakh.

## Les équipes

### Saison 2007-2008
| Arvi Marijampolė           | Marijampolė     | Lituanie    |
| BK Avantis-Turiba Riga     | Riga            | Lettonie    |
| Barsy Atyrau               | Atyraou         | Kazakhstan  |
| Minsk 2006                 | Minsk           | Biélorussie |
| Berezina Borisvo           | Baryssaw        | Biélorussie |
| SK Cēsis                   | Cēsis           | Lettonie    |
| Laisvė Kaunas              | Kaunas          | Lituanie    |
| Lemminkainen Klaipėda      | Klaipėda        | Lituanie    |
| Lietuvos Jaunimo Rinktinė  | Vilnius         | Lituanie    |
| Olimp-NAEK Youjnooukraïnsk | Youjnooukraïnsk | Ukraine     |
| Olimpia Grodno             | Grodno          | Biélorussie |
| RS TTT Ripa                | Riga            | Lettonie    |
| Tallinna Living            | Tallinn         | Estonie     |
| TEO Vilnius                | Vilnius         | Lituanie    |
| TIM-SCUF Kiev              | Kiev            | Ukraine     |
| TLU/VOLTA                  | Tallinn         | Estonie     |
| TTT Riga                   | Riga            | Lettonie    |

### Saison 2006-2007
| Berezina Borisvo           | Baryssaw        | Biélorussie |
| Olimpia Grodno             | Grodno          | Biélorussie |
| Laisvė Kaunas              | Kaunas          | Lituanie    |
| Lemminkainen Klaipėda      | Klaipėda        | Lituanie    |
| Arvi Marijampolė           | Marijampolė     | Lituanie    |
| Minsk 2006                 | Minsk           | Biélorussie |
| BK Avantis-Turiba Riga     | Riga            | Lettonie    |
| BK TTT Riga                | Riga            | Lettonie    |
| Audentes Tallinn           | Tallinn         | Estonie     |
| TLU/AJ                     | Tallinn         | Estonie     |
| TEO Vilnius                | Vilnius         | Lituanie    |
| Olimp-NAEK Youjnooukraïnsk | Youjnooukraïnsk | Ukraine     |

### Saison 2005-2006
| Berezina Borisvo           | Baryssaw        | Biélorussie |
| Olimpia Grodno             | Grodno          | Biélorussie |
| Pantterit Helsinki         | Helsinki        | Finlande    |
| Laisvė Kaunas              | Kaunas          | Lituanie    |
| LKKA-Kaunas                | Kaunas          | Lituanie    |
| Tim-Scuf Kiev              | Kiev            | Ukraine     |
| Lemminkainen Klaipėda      | Klaipėda        | Lituanie    |
| Arvi Marijampolė           | Marijampolė     | Lituanie    |
| Belarussian Junior Team    | Minsk           | Biélorussie |
| Nika NMMC Minsk            | Minsk           | Biélorussie |
| BK Avantis-Turiba Riga     | Riga            | Lettonie    |
| BK TTT Riga                | Riga            | Lettonie    |
| Klondaika Riga             | Riga            | Lettonie    |
| Audentes Tallinn           | Tallinn         | Estonie     |
| Tooted Tallinn             | Tallinn         | Estonie     |
| Lintel 118                 | Vilnius         | Lituanie    |
| Lietuvos telekomas Vilnius | Vilnius         | Lituanie    |
| Olimp-NAEK Youjnooukraïnsk | Youjnooukraïnsk | Ukraine     |

## Palmarès
- 1994-1995 : Telerina Vilnius
- 1995-1996 : Laisvė Kaunas
- 1996-1997 : Laisvė Kaunas
- 1997-1998 : Klondaika Riga
- 1998-1999 : Horizont Minsk
- 1999-2000 : Lietuvos telekomas Vilnius
- 2000-2001 : Lietuvos telekomas Vilnius
- 2001-2002 : Lietuvos telekomas Vilnius
- 2002-2003 : Lietuvos telekomas Vilnius
- 2003-2004 : Lietuvos telekomas Vilnius
- 2004-2005 : Lietuvos telekomas Vilnius
- 2005-2006 : Lietuvos telekomas Vilnius
- 2006-2007 : TEO Vilnius
- 2007-2008 : TEO Vilnius
- 2008-2009 : TEO Vilnius
- 2009-2010 : TEO Vilnius
- 2010-2011 : VIČI-Aistės Kaunas
- 2011-2012 : VIČI-Aistės Kaunas
- 2012-2013 : Olimpia Grodno
- 2013-2014 : Kibirkštis-Tichė Vilnius
- 2014-2015 : BC Tsmoki-Minsk
- 2015-2016 : KK Sūduva
- 2016-2017 : Dynamo Koursk
- 2017-2018 : Inventa-Farm Kursk